# Phygadeuon tunetanus
Phygadeuon tunetanus är en stekelart som beskrevs av Horstmann och Yu 1999. Phygadeuon tunetanus ingår i släktet Phygadeuon och familjen brokparasitsteklar. Inga underarter finns listade i Catalogue of Life.